# بنیاد روزنوالد
بنیاد روزنوالد (به انگلیسی: Rosenwald Fund) (که همچنین با نام بیناد جولیوس روزنوالد نیز شناخته می‌شود) در سال ۱۹۱۷ توسط جولیوس روزنوالد و خانواده اش با هدف «رفاه بشریت» تأسیس شد. روزنوالد در سال ۱۸۹۵ به‌طور شریکی مالک شرکت خرده فروشی سیرز شد و به عنوان رئیس آن از سال ۱۹۰۸ تا ۱۹۲۲ مشغول به کار بود. وی همچنین تا تا زمان مرگش در ۱۹۳۲ رئیس هیئت مدیره آن نیز بود. او به مسائل اجتماعی به ویژه آموزش و پرورش برای آفریقایی آمریکایی‌ها در بخش‌های روستایی جنوب که منزوی شده بود و به‌طور مداوم از کم بود بودجه رنج می‌برد علاقه‌مند شد. وی به واسطهٔ بوکر تی. واشینگتن انجمن معمول و صنعتی تاسکیگی (که امروزه به نام دانشگاه تاسکیگی شناخته می‌شود) را تأمین بودجه کرد تا با تأسیس آن از تحصیل سیاه پوستان حمایت کند.